# Psalidognathus thomsoni
Psalidognathus thomsoni es una especie de escarabajo longicornio del género Psalidognathus, tribu Prionini, subfamilia Prioninae. Fue descrita científicamente por Lameere en 1885.

## Descripción
Mide 51-65,5 milímetros de longitud.

## Distribución
Se distribuye por Brasil, Colombia y Ecuador.